# 墨脱裂腹鱼
墨脱裂腹鱼（学名：Schizothorax molesworthi）为鲤科裂腹鱼属的鱼类，俗名吉阿，是中国的特有物种。分布于西藏墨脱、察隅、分布于雅鲁藏布江下游、丹巴江、察隅河及伊洛瓦底江水系等。该物种的模式产地在耶木岗。

## 扩展阅读
維基物種上的相關：墨脱裂腹鱼